# Cnephia pallipes
Cnephia pallipes är en tvåvingeart som först beskrevs av Fries 1824.  Cnephia pallipes ingår i släktet Cnephia, och familjen knott. Arten är reproducerande i Sverige.